# Akim Oda
Akim Oda es una ciudad de la región Oriental de Ghana. En septiembre de 2010 tenía una población censada de 51 231 habitantes.
Se encuentra ubicada al sureste del país, a poca distancia al sur del lago Volta y de la meseta de Kwahu, y cerca del río Birim, uno de los afluentes principales del río Pra.